# Auguste Billiard
Pour les articles homonymes, voir Billiard (homonymie).
François Jacques Marie Auguste Billiard, né le 3 octobre 1788 à Courtomer (Orne) et mort le 16 septembre 1858, est un haut fonctionnaire, écrivain et polémiste français connu pour le voyage qu’il fit entre 1817 et 1820 sur l’île Bourbon, l’actuelle île de La Réunion, dans l’océan Indien.

## Biographie
Il est fils du notaire Jacques-Michel Billiard et de son épouse Marie-Madeleine Louise Barbot.
Auguste Billiard connut une carrière administrative chaotique. D’abord employé au Ministère de l'Intérieur de 1810 à 1814 comme rédacteur puis sous-chef de bureau, il fut nommé  sous-préfet de Lannion par le gouvernement de la Première Restauration le 9 septembre 1814 et décoré à ce titre de la Légion d'honneur dès le 28 décembre suivant. Le retour napoléonien des Cent-Jours entraîna sa révocation le 3 avril 1815.
Nommé haut fonctionnaire à La Réunion lors de la Seconde Restauration, il joua de sa curiosité et de son ambition pour nouer très rapidement de précieux contacts avec les notables locaux, parmi lesquels la famille Panon Desbassayns de Richemont, puis ne tarda pas à se porter candidat à la députation. Malgré l’échec de cette initiative, Auguste Billiard publia, une fois de retour à Paris, une sorte de réquisitoire en faveur d’une meilleure prise en compte par la métropole du fait ultra-marin. Intitulé Voyage aux colonies orientales, ou lettres écrites des îles de France et de Bourbon, pendant les années 1817, 1818, 1819 et 1820, à M. le comte de Montalivet et adressé à son protecteur, un ancien ministre de l’Intérieur de Napoléon Ier, ce témoignage sur la société bourbonnaise d’antan, rédigé dans un style épistolaire et paru initialement en 1822, fait aujourd’hui partie du patrimoine historique de La Réunion, ainsi que de Maurice.
En métropole, où il est disgracié par le pouvoir ultra, Billiard s’appuie sur son expérience ultra-marine pour signer plusieurs écrits polémiques sur la question coloniale : Abolition de la traite et de l’esclavage dans les colonies françaises, mémoire présenté aux deux Chambres (Paris : Brière, 1827, IV-122 p), Graves Erreurs de M. Thomas dans son Essai de statistique sur l’île Bourbon. Note nécessaire aux colons, aux négociants et aux administrateurs des colonies (Paris : Impr. de F. Didot, 1829),  Les Vrais Principes sur la question des sucres français et étrangers, ou Nouvelles observations en faveur des colonies (Paris : impr. de G. Doyen, 1829), et un Projet de Code Noir pour les colonies françaises, présenté à S. E. le ministre de la Marine (Paris : Brière, 1829).
Ce graphomane fécond s’intéresse également à la réorganisation administrative de la France dans une brochure intitulée : À Messieurs les députés des départements. Pétition sur la nécessité de donner le plus tôt possible aux communes et aux départements une organisation en harmonie avec la Constitution générale du royaume (1828).
La Monarchie de Juillet le réintègre momentanément dans la carrière préfectorale. D’abord nommé secrétaire général du ministère de l’Intérieur le 13 août 1830, il prend possession des fonctions de préfet du Finistère le 18 janvier 1831 mais est remplacé à ce poste dès le 28 mai. Son transfert comme Préfet des Landes, prononcé le 14 mai, est rapporté le 28 mai.
Ainsi renvoyé à son écritoire, Billiard publie à nouveau régulièrement des brochures d’actualité d’esprit généralement polémique : Importantes révélations sur l’administration et la fabrication des monnaies (Paris : impr. de A. Pinard, 1832), Affaire du recensement. Lettre à M. Humann, ministre des finances (Paris : Dufay, 1841), et Protestation contre un abus d’autorité commis par M. Guizot, ministre des Affaires étrangères (Paris : impr. de A. Blondeau, 1843). Mais le personnage sait aussi prendre de la hauteur. On lui doit des argumentaires de politique générale : Qu’avons-nous fait, que devons-nous faire pour l’organisation des institutions républicaines de la monarchie ? (Paris : A. Mesnier, juillet 1831), et Études sur les colonies, et particulièrement des moyens de rattacher l’Algérie à la France (Paris : impr. de Schneider et Langrand, 1845). Il rédige enfin des ouvrages de réflexion politique faisant montre d’un ambitieux propos : De l’Organisation de la République, depuis Moïse jusqu’à nos jours (Paris : Pagnerre, 1846, 500 p.), puis De l’Ordre naturel des sociétés, étude philosophique sur la constitution des États, présentée à MM. les membres de l’Académie des sciences morales et politiques (Paris : Pagnerre, 1847).
Pour assurer son existence matérielle, il représente comme mandataire, conjointement avec plusieurs hommes de loi, les intérêts d’un syndicat des communes des Basses-Pyrénées réclamant à l’état sous le régime de Juillet le remboursement de fournitures faites à l’armée en 1813 et 1814 pour un montant total de 2 004 816 F. Cette longue procédure, marquée par des recours auprès des chambres des députés et des pairs que signale l’impression de multiples pétitions, était toujours pendante en 1857.
Auguste Billiard est également l’un des principaux rédacteurs de la Revue générale de l’impôt, organe des intérêts et des réclamations des contribuables, publiée par une réunion d’anciens employés des finances, d’économistes et de jurisconsultes lancée en 1842. Hélas pour lui, ce périodique fiscal ne semble avoir connu qu’une existence éphémère (3 numéros publiés de janvier à mars 1842).
La Révolution française de 1848 lui permet de rentrer à nouveau dans le giron de l’administration. Redevenu secrétaire général provisoire du ministère de l’Intérieur, il est nommé conseiller d’État le 21 mars 1848 mais n’y est pas maintenu par l’Assemblée, malgré un factum adressé À MM. les membres de l’Assemblée nationale. Note sur les services de M. Auguste Billiard, conseiller d’État (Paris : impr. de F. Malteste, février 1849). Il doit se retirer le 18 avril 1849.
Auguste Billiard bénéficia d’une pension de retraite à compter du 1er décembre 1854.

## Sources
- Archives nationales : Les Préfets du 11 ventôse an VIII au 4 septembre 1870 : répertoire nominatif et territorial (Paris, 1981).
- Roland Drago, Jean Imbert et Jean Tulard : Dictionnaire biographique des membres du Conseil d'état 1799-2002 (Paris, Fayard, 2004)